# نیلز (اوهایو)
نیلز(به انگلیسی: Niles) شهری در ایالت اوهایو کشور ایالات متحده آمریکا است که جمعیت آن در سرشماری سال ۲۰۱۰ میلادی، ۱۹٬۲۶۶ نفر بوده‌ است.